# Haxhi Ballgjini
Haxhi Ballgjini (Tirana, 15 giugno 1958) è un ex calciatore albanese, di ruolo centrocampista.

## Carriera

### Nazionale
Ha collezionato 15 presenze ed un gol con la nazionale albanese.

## Palmarès

### Club

#### Competizioni nazionali
- Campionato albanese: 1

Dinamo Tirana: 1975-1976
- Coppa d'Albania: 1

Vllaznia: 1978-1979